# بريان أوليفان
بريان أوليفان هيريرو (1 أبريل 1994) هو لاعب كرة قدم إسباني، يلعب كظهير أيسر في نادي إسبانيول.

## روابط خارجية
- بريان أوليفان على موقع قاعدة بيانات كرة القدم.إي يو (الإنجليزية)
- بريان أوليفان على موقع Soccerway.com (الإنجليزية)
- بريان أوليفان على موقع AS.com (الإسبانية)